# 베니와 준
《베니와 준》(영어: Benny & Joon)은 1993년 개봉한 미국의 로맨틱 코미디 드라마 영화이다. 사회 부적격자들이 서로를 발견하고 사랑에 빠지는 과정을 그렸다.

## 출연
- 조니 뎁 - 샘 역
- 메리 스튜어트 매스터슨 - 주니퍼 "준" 펄 역
- 에이든 퀸 - 벤저민 "베니" 펄 역
- 줄리앤 무어 - 루시 역
- 올리버 플랫
- C.C.H. 파운더
- 댄 허데이야
- 조 그리파시
- 윌리엄 H. 메이시
- 리앤 커티스

## 우리말 녹음
MBC 성우진 (1998년 4월 18일)
- 김관철 - 베니(에이든 퀸)
- 황미영 - 준(메리 스튜어트 매스터슨)
- 최원형 - 샘(조니 뎁)
- 박영희 - 루시(줄리앤 무어)
- 이미자
- 박지훈
- 이윤연
- 이병식
- 유은숙
- 이철용